# Francisco José Fernández Pérez
Francisco José Fernández Pérez, né le 12 juillet 1959, est un homme politique espagnol membre du Parti populaire (PP).

## Biographie

### Vie privée
Il est marié et père de deux filles.

### Profession
Il est pharmacien.

### Activités politiques
Il est élu maire de Leiro lors des élections municipales de 1995 et membre de la députation provinciale d'Ourense de 1999 à 2003 puis de 2009 à 2011.
Le 20 novembre 2011, il est élu sénateur pour Ourense au Sénat et réélu en 2015 et 2016.